# Leopold ze Schaumburg-Lippe
Leopold ze Schaumburg-Lippe (německy Leopold Prinz zu Schaumburg-Lippe; 21. února 1910 Náchod – 25. ledna 2006 Bad Waldsee) byl česko-německý šlechtic z náchodské větve říšského rodu Schaumburg-Lippe.

## Život
Narodil se jako starší ze synů Bedřicha ze Schaumburg-Lippe (1868–1845) a jeho druhé manželky Antoinetty Anhaltské (1885–1963).
Vystudoval reálné gymnázium v Drážďanech. Po maturitě studoval v letech 1931–1937 strojírenství na Univerzitě v Drážďanech. V roce 1937 nastoupil k Říšským drahám. Zde působil ve Zkušebním úřadu v Grunwaldu, pak nastoupil do Ústředního úřadu Říšských drah a zde katalogizoval a hodnotil lokomotivy z hlediska výkonu. V roce 1942 byl z Říšských drah propuštěn a za vyjádření k atentátu na zastupujícího říšského protektora Reinharda Heydricha byl vzat do vazby a odsouzen na jeden rok a devět měsíců se započtením vyšetřovací vazby. Za války od roku 1943 sloužil na východní frontě, kde v roce 1945 padl do ruského zajetí. V roce 1946 byl čtyři měsíce ve sběrném táboře v Meziměstí, odkud byl odsunut do Bavorska. Poté žil a pracoval v Mnichově. Pracoval až do důchodu u státních drah (Deutsche Bundesbahn) v různých funkcích. Mimo jiné krátkou dobu na pozici generálního ředitele.
Byl pohřben v rodové hrobce na Vojenském hřbitově v Náchodě.